# C-Bra
Le C-Bra sono state una girl band di musica pop austriaca formata nel 1998 e attiva fino al 1999. Una delle componenti era la cantante Allessa.

## Carriera
Il singolo di debutto delle C-Bra, Make Up Your Mind, è stato pubblicato a luglio 1998 e ha raggiunto la 19ª posizione della classifica Ö3 Austria Top 40. Un secondo singolo, Love You Today, è uscito a marzo dell'anno successivo e si è fermato al 30º posto in classifica. I due singoli hanno anticipato l'album Mind Your Make Up a maggio 1999. Il disco è arrivato 38º in classifica e ha prodotto un terzo singolo, Papa Chico, uscito a settembre dello stesso anno, che si è rivelato il loro migliore successo commerciale conquistando il 15º posto in classifica.

## Discografia

### Album in studio
- 1999 - Mind Your Make Up

### Singoli
- 1998 - Make Up Your Mind
- 1999 - Love You Today
- 1999 - Papa Chico